# 姚士麟
姚士粦（1559年—1644年），字叔祥。嘉兴海盐人。明朝政治人物。
嘉靖三十八年（1559年）出生。寓居秀水。十三歲為孤兒，二十歲仍不識字，作画為生，在德清時，教谕姜孩曰見他資質不凡，親自授以句讀，才開始識字。三年学成。万历十六年乡试不第。後与胡震亨同学，同郡沈思孝出撫陝西，召其入幕。思孝被调抚河南，士粦不复求仕。又與胡应麟、俞安期、曹学佺等常有問學往來。萬曆二十五年，入南京国子监，助冯梦祯校刻南北诸史。搜罗秦汉以来的遗文，助沈士龙、胡震亨撰《秘册汇函》，遇火板毁，後殘板併入《津逮秘书》。万历三十九年，隨屠乔孙等辑刻《十六国春秋》。顺治二年（1644年），因兵禍餓死。另有《蒙吉堂集》、《莲花幕记》、《陆氏易解》一卷、《干宝易注》一卷、《见只编》三卷等。